# Sinapsis eléctrica

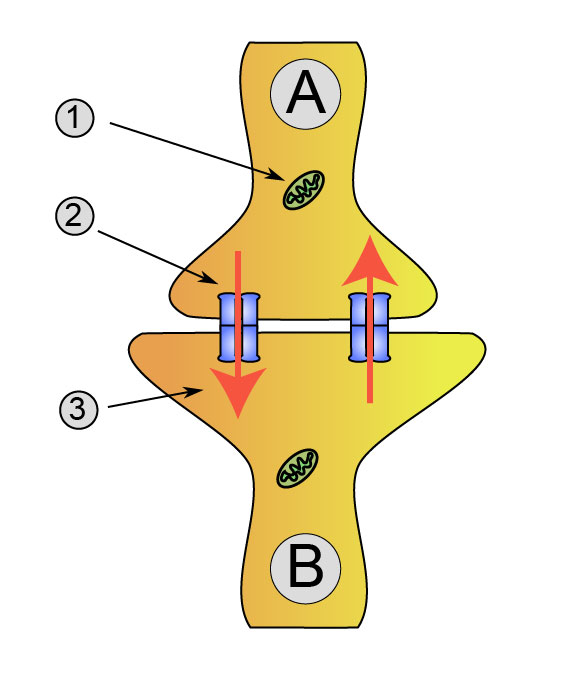
Esquema de una sinapsis eléctrica.A. Neurona presináptica. B. neurona postsináptica.1. Mitocondria 2. Uniones comunicantes (o uniones en hendidura)

Una sinapsis eléctrica es el tipo de sinapsis en la que la transmisión entre la primera neurona y la segunda neurona se produce por el paso de iones de una célula a otra a través de uniones comunicantes (gap). Las uniones gap son pequeños canales formados por el acoplamiento de complejos proteicos (macromoléculas), basados en proteínas llamadas conexinas, en células estrechamente adheridas. Cada neurona aportan 6 conexinas y a su vez forman un canal por donde circula agua que es una vía de conexión.

## Estructura

### Ultraestructura

Detalle de una sinapsis eléctrica.

Las neuronas participantes en sinapsis eléctrica están separadas por apenas 3.5  nanómetros (nm), mucho más cercanas que los 20-40 nm que separan a las células en la sinapsis química.

Las zonas contiguas de las neuronas se comunican por canales proteicos llamados conexones, formados por un anillo de proteínas integradas en la membrana llamadas conexinas; se trata de uniones gap de un tipo particular. Los iones pueden así moverse del citoplasma de una neurona a la contigua, transmitiendo directamente el potencial de acción, sin necesidad de un neurotransmisor que provoque el potencial en la segunda célula al ser alcanzados por el que recorre la primera.
Este tipo de sinapsis está presente en invertebrados y en vertebrados inferiores, aunque también se lo identificó en ciertas zonas del cerebro de mamíferos. En el cuerpo humano, esta sinapsis se observan en la retina .
Las sinapsis eléctricas tienen tres ventajas muy importantes:
1. La sinapsis eléctrica posee una transmisión bidireccional de los potenciales de acción, en cambio la sinapsis química solo posee la comunicación bidivercional.
2. En la sinapsis eléctrica hay una sincronización en la actividad neuronal, lo cual hace posible una acción coordinada entre ellas.
3. La comunicación es más rápida en la sinapsis eléctrica que en la química, debido a que los potenciales de acción pasan a través del canal proteico directamente sin necesidad de la liberación de los neurotransmisores.